# Марина Рей
Марина Рей (на италиански: Marina Rei), известна и като Джейми Дий (Jamie Dee), M. Рестуча, Рестуча, псевдоним на Марина Рестуча (на италиански: Marina Restuccia; * 5 юни 1969 в Рим, Италия) е италианска певица, авторка на песни, перкусионистка и барабанистка.

## Биография

### Дебют
Дъщерята на Винченцо „Енцо“ Рестуча – барабанист на оркестъра на Енио Мориконе и на Анна Джордано – цигуларка от Римския симфоничен оркестър, Марина Рестуча израства със страст към изкуството, музиката и перкусиите, особено благодарение на влиянието на родителите си, които я запознават с джаза, соула и класическата музика.
На 18 г. тя се откъсва от семейството си, за да се посвети на музиката на живо, като свири в някои от най-известните римски клубове.

### 1990-те години
Започва да прави денс записи под псевдонима Джейми Дий, печелейки добра репутация в чужбина (особено в Япония). През 1991 г. подписва договор за звукозапис с лейбъла Flying Records и продуцирана от Роберто Феранте издава първия си сингъл: Burnin' up. Тя използва сътрудничеството на Макс и Франк Миноя за втория си сингъл Memories memories и през 1992 г. публикува Two time baby. Different moods е първият ѝ албум и той излиза в Япония. От албума е изваден сингълът Special love. През 1993 г. излиза последният сингъл от албума – Get ready.
През 1994 г. тя минава към лейбъла X Energy и издава Don't be shy – сингъл, излязал също в много европейски страни. По същото време в Япония излиза вторият ѝ албум Don't be shy, вариращ от денс до ейсид джаз. Новият ѝ сингъл People (everybody needs love) излиза както в Европа, така и в САЩ.
Междувременно участва в проекти и сътрудничества с Blunero, JFM Project, Mistral, PF Sound. 1995 г. стартира с излизането на новия ѝ сингъл So good, отново с продукцията и надзора на Франк и Макс Миноя. Сингълът Dreaming blue, издаден в края на 1995 г., и U, издаден през 1996 г., са последните две песни, записани като Джейми Дий. Всъщност през 1994 г. певицата подписва договор с Върджин Рекърдс, като продължава сътрудничеството с музиканта Франк Миноя, започнало няколко години по-рано.
През април 1995 г. излиза песента . „Сама“ (Sola), записана с нов псевдоним: Марина Рей; жанрът също е нов и се различава от предишната ѝ продукция, като веднага се налага по радиото благодарение на соул и ейсид джаз звученето си. През есента на същата година е ред на друг неин успешен сингъл – „Ние“ (Noi). Тогава излиза и албумът ѝ Marina Rei, чиито текстове са изцяло написани от нея (Франк Миноя е композитор и аранжор на музиката).
Освещаването ѝ обаче става през 1996 г. на Фестивала на италианската песен в Санремо: Рей участва в младежката секция с песента „Отвъд тези години“ (Al di là di questi anni), публикувана за англосаксонския пазар със заглавието Just like an Angel, и се класира трета, като също печели Наградата на критика. Писента е особено оценена за това, че лансира жанра ейсид джаз в Италия, който по онова време се разпространява в Австралия. Рей също така се откроява с представянето си боса, почти повтаряйки Санди Шоу. Тя приписва този си избор на желанието си да се чувства по-комфортно. Дебютният ѝ албум е преиздаден с добавяне на песента от Санремо и след няколко седмици печели платинен диск, далеч надхвърляйки продадените 130 000 копия, като се утвърждава като най-успешният дебютен албум на 1996 г. благодарение и на други сингли като „Луда по теб“ (Pazza di te), „Омраза и любов“ (Odio e amore), „Мечтите на душата“ (I sogni dell anima) (ремикс на Тод Тери). През същата година печели Наградата „Златно Телегато“ в музикалното състезание Vota la voce в Категорията за най-добро откритие. Участието ѝ в Санремо е последвано от поредица от концерти, които завършват с шоу на площад „Сан Джовани“ в Рим по повод традиционния Първомайски концерт.
През 1997 г. тя отново участва във Фестивала в Санремо с песента „Вътре в мен“ (Dentro me), в чийто видеоклип се появява известният танцьор Даниел Езралоу. Вторият ѝ албум „Жена“ (Donna) е малко по-различен от предишния, запазвайки черните звуци в сътрудничество с Франк Миноя и с известния саксофонист Майкъл Брекър. Той се радва на общо над 200 000 продадени копия. Албумът е воден от изключително успешния сингъл „Пролет“ (Primavera) – кавър на You to Me Are Everything на The Real Thing, с който Марина Рей печели телевизионния песенен конкурс „Диск на лятото“ (Disco per l'Estate). Във видеоклипа на песента участва актрисата Маргарита Буй. Последвалото турне има голям успех сред публиката: по време на „Празника на Унита“ в Реджо Емилия тя пее пред публика от 20 000 души. „Жена“ (Donna) е и заглавието на компактдиска, издаден в Испания, който събира най-доброто от двата албума на Марина заедно с три версии на испански. Следват множество концерти на живо в цяла Италия, в които тя се изявява както като вокалистка, така и като перкусионистка.
Въпреки това изпълнителката изпитва нужда да си позволи повече време и пространство, за да може да изрази себе си в песните си. Първият знак за тази промяна започва с албума „Хубавидуши“ (Animebelle) през 1998 г. С него Рей се отказва от сътрудничеството си с Франк Миноя. Тя има нов продуцентски екип, в който Пиетро и Паоло Мициони са ангажирани с проект с чисто соул модел, но по-отворен към международния поп, в който тя се влюбва: лансиран на англосаксонския пазар със заглавието Heal me with your love, първият изваден сингъл е най-ефикасен пример за това. Албумът включва още Трилок Гурту и Ашли Инграм – басист на групата Имаджинейшън и продуцент на соул певицата Дезрий.
Участието ѝ във Фестивала в Санремо през 1999 г. с песента „Зима за целуване“ (Un inverno da baciare) е преломна точка в кариерата на изпълнителката. Тази песен, характеризираща се с електронни аранжименти, достига челните места в класациите и благодарение на широко излъчвано видео, в което певицата изглежда компютъризирана по образа на Лара Крофт. Преиздаването на албума ѝ Animebelle остава в класациите в продължение на няколко седмици, водено също от хитовете „Сърце наполовина“ (Cuore a metà), често въртян по италианското радио, и „Халюцинация“ (L'allucificazione), с които участва във Фестивалбар и получава платинен диск за продажби. Песента „Късметлийка“ (Fortunata), съдържаща се в този албум, е вдъхновена от книгата „Чайката и котката“ на Луис Сепулведа, но не е част от саундтрака на едноименния анимационен филм.

### 2000-те години
През октомври 2000 г. излиза албумът ѝ „Неочаквано“ (Inaspettatamente). Той има рок нюанси и достатъчно място за електронна музика. Песните, почти всички написани и композирани от Марина Рей, изразяват чрез истории за гнева и разочарованието от цялото ѝ преживяване в определен момент от живота ѝ, което неизбежно влияе върхи музикалния ѝ избор. Изпълнителката все повече се доближава до римския рок като този на група Тироманчино, чийто член Федерико Дзампалионе пише тркста на песента „Моето щастие“ (La mia felicità). От албума са извадени синглите „Моите поздравления“ (I miei complimenti), „Майстори при олтара“ (Maestri sull'altare) и едноименния „Неочаквано“. Въпреки големия успех на песента „Моите комплименти“ албумът не получава същия отзвук като предишните ѝ творби: промяната е силна и начинът ѝ на пеене е различен от първите ѝ хитове и следователно новият ѝ творчески избор е оценен повече от критиците отколкото от публиката. През същата година тя композира музиката за песента на Сирия „Проклет да е денят“ (Maledetto il giorno).
Марина Рей напуска лейбъла „Върджин рекърдс“ и минава към Би Ем Джи през 2002 г. Раждането на сина ѝ Нико от бившия ѝ партньор Даниеле Синигалия (брат на Рикардо, бивш член на група Тироманчино) вдъхновява една още по-зряла творба: албумът „Очарователен навик“ (L'incantevole abitudine), продуциран и аранжиран от Даниеле Синигалия. „Денят на моето парти“ (Il giorno della mia festa) е най-непосредствената песен, която веднага получава голям отзвук по радиото. Това става въпреки факта, че тя не отговаря на поетичния албум, който представлява пристигането на нов баланс, ново художествено и екзистенциално измерение, деликатно преставени от песни като „Ще дойде времето“ (Verrà il tempo) - сингъл, който лансира диска и „Остави да те погледна“ (Lasciati guardare). Заслужава да се отбележи също „Най-добрата част от мен“ (La parte migliore di me), „Толкова далеч“ (Così lontani), „Някой, с когото да остана“ (Qualcuno con cui restare). „Най-добрата част от мен“ е включена и в саундтрака на филма от 2003 г. „Спомни си за мен“ (Ricordati di me). Говорейки за този запис, Енио Мориконе заявява: „Слушах записа на Марина Рей с голям интерес и трябва да кажа, че бях щастлив, че нейните качества и талант бяха толкова категорично потвърдени... сега нейната личност е по-силна, нейният стил, парчетата, аранжиментите, са достигнали максимума. Но след известно време къде ще стигне? Чувствам, че еволюцията ѝ не е приключила."
През 2004 г. Марина Рей участва в CD трибюта към Франко Батиато „Непредвидими полети“ (Voli imprevedibili), където изпълнява песента „Сезонът на любовта“ (La stagione dell'amore). Впоследствие се появява в саундтрака на филма „Чак да те нараня“ (Fino a farti male), за който пише песента And I close my eyes. За песента тя получава номинацията за Сребърна лента за най-добра оригинална песен и също така се появява в сцена от филма.
За излизането на нова творба трябва да се изчака до Фестивала в Санремо през 2005 г., където Рей би трябвало да представи Song'je– първият ѝ опит с неаполитанския език заедно с Франческо Ди Бела от 24 Grana. Но регламентът кара изборът да падне на „Остави ме да вляза“ (Fammi entrare) – хипнотична, но не особено спонтанна песен. Тя не стига до финала, макар че изпълнителката все пак успява да я изпълни с Рикардо Синигалия – съавтор на песента заедно с Даниеле Синигалия и самата Рей. Освен това песента е една от най-излъчваните досега, макар и ограничена само до периода на фестивала: от този момент певицата сама управлява собствения си бизнес, затваряйки мостовете с големите лейбъли и разчитайки (подобно на други изпълнители) на OPM 2000 – независим лейбъл, който обаче не успява да ѝ осигури известността от миналото. Така излиза албумът ѝ „Ударѝ“ (Colpisci), отново продуциран и аранжиран от Даниеле Синигалия. Заглавната песен е резултат от друго сътрудничество с Кристиано Годано от група Марлене Кунц, а останалото е основно дело на композиционните умения на Рей.
След още едно лятно турне, между 2005 и 2006 г. изпълнителката се погрижва за театралната реализация на нов проект на живо: L'Acustico in 7, в който основните парчета от нейния репертоар придобиват нов облик благодарение на изпълнения unplugged с широко използване на лъкови инструменти.
Също през 2006 г. песента ѝ Song'je е включена в саундтрака на филма „И свободен е ок“ (Anche libero va bene) – режисьорския дебют на Ким Роси Стюарт. Тя също така си сътрудничи с D. RaD в песента Sparks, съдържаща се в албума Il lato D.
На 9 февруари 2007 г. излезе албумът ѝ „Отвъд тези години“ (Al di là di questi anni), записан на живо във Форум Мюзик Вилидж в Рим. Той съдържа атмосферата на последните ѝ концерти, базирана на контраста между инструменти като електрическа китара и клавиатура, и повече акустични елементи като нежна перкусия. Съставът на албума е насочен към стари парчета: I miei complimenti, Un inverno da baciare, T'innamorerò, Noi, Al di là di questi anni, Fammi entrare, които обаче са напълно преоткрити. Тук влиза и никога незаписваната „Онова, което няма“ (Quello che non c'è) – кавър на Afterhours и с преобърната музикална структура благодарение на творчеството на Марина Рей и Антон Джулио Фрулио. Албумът е издаден от On the Road Music Factory.
През юли същата година тя предприема заедно с римските си колеги-автори на песни Паола Турчи и Макс Гацè турнето „По взаимно съгласие“ (Di comune accordo), където Марина е на перкусии, Паола Турчи на китара, Макс Гацè на бас и Андреа Ди Чезаре на цигулка с различни ефекти. Турнето спира в много италиански градчета и в Лозана, както и в най-големите италиански градове.
През 2008 г. участва с Паола Турчи във Фестивала на италианската песен в Санремо: двете са гостенки на вечерта на дуетите в изпълнението на песента в конкурса „Обичайният секс“ (Il solito sesso) на Макс Гацè, като по този начин предлага схемата на трио турнето.
„Муза“ (Musa) е заглавието на новия ѝ албум с неиздавани песни, издаден на 8 май 2009 г. с лейбъла OTRlive (разпространение Юнивърсъл), предшестван от едноименния сингъл, излязъл по радиото и цифровите мрежи на 3 април. Това е диск, изцяло написан и продуциран от Марина Рей, който се развива около женска вселена, съставена от силни женски фигури на работата, в семейството и в обществото. Жени, които са революционни и нетрадиционни в известен смисъл, намиращи своята природа и заедно с мъжете, но които знаят как да покажат своята по-крехка страна. Албумът е много по-хетерогенен от предишните ѝ творби. Заслужава да се споменат „Жена, която говори бързо“ (Donna che parla in fretta), наситеният кавър „Вертикално море“ (Il mare verticale) на Паоло Бенвеню, баладата „Усмихвам се“ (Sorrido) и доста интимната „Полет без край“ (Un volo senza fine), украсена от акустичната китара на Кармен Консоли.
Също през 2009 г., след много години, тя участва в Първомайския концерт на площад „Сан Джовани“ в Рим, представяйки на публиката „Жена, която говори бързо“ – песен, за която получава номинацията за наградата на Амнести Италия през 2010 г., и също така отдава почит на Габриела Фери с неиздавана реинтерпретация на парчето „Винаги“ (Sempre) .
На 22 юни 2009 г. тя участва в инициативата „Приятелки за Абруцо“, проведена в Милано за събиране на средства за жертвите на земетресението в Абруцо. През юли участва в рок фестивала Italia Wave, където предлага някои песни от последния си албум и версии на Piece of My Heart на Джанис Джоплин и Strawberry Fields Forever на Бийтълс заедно с Паоло Бенвеню, включени в компилацията, посветена на целия фестивал .

### 2010-те години
През 2010 г. изпълнителката пише „Небето над нас“ (Il cielo sopra di noi) – песен, изпята от Паола Турчи в албума ѝ „Дни на рози“ (Giorni di rose), почти изцяло написан от жени.
2011 г. бележи минаването на Рей към Big Fish Entertainment за организирането на нейните концерти. През лятото тя участва в новия проект на живо Black Beauty в дует с Андреа Нормано – международно известен диджей. През същата година пише песента „Лятото ще отмине“ (Passerà l'estate), изпята от Джорджа в нейния албум Dietro le apparenze.
На 27 април 2012 г. излиза новият ѝ сингъл „И ми говориш за теб“ (E mi parli di te), в който си сътрудничи с Пиерпаоло Каповила – фронтмен на група „Ил Театро дели Орори“ .
Изпълнителката се изявява и за трети път на Първомайския концерт на площад „Порта Сан Джовани“ в Рим, представяйки новите песни „И ми говориш за теб“ и „Тук е вътре“ (Qui è dentro) – песен на тема пренаселеност на затворите, за която получава номинация за 2013 г. за Награда на Амнести Италия, заедно с кавъра на Move over в почит към Джанис Джоплин.
На 24 август 2012 г. по радиото излиза „Грешка“ (L'errore) – песен, написана съвместно с Андреа Апино от рок групата Дзен Съркъс, както и вторият сингъл от албума ѝ с неиздавани песни „Естествената последица от грешката“ (La conseguenza naturalwe dell'errore), който излиза на 18 септември. Тази творба може да се похвали с множество сътрудничества: Паоло Бенвеню, Кристина Дона, Валерио Мастандреа, Енио Мориконе, Рикардо Синигалия, Андреа Апино от Дзен Съркъс и Пиерпаоло Каповила от Ил Театро дели Орори.
Също през 2012 г. тя си сътрудничи с група Епо в песента „Огън“ (Un fuoco) и свири на барабани в песента в „Мръсни криле“ (Ali sporche) на рапъра Коец.
През 2014 г. участва като гостенка в петъчната вечер на Фестивала в Санремо, посветен на италианската авторска песен, в дует с Рикардо Синигалия в песента „Видях и щастливите цигани“ (Ho visto anche gli zingari felici) на Клаудио Лоли.
На 17 юли същата година тя обявява, че десетият ѝ диск, продуциран от Джулио Раньо Фаверо (басист на групата Ил Театро дели Орори) ще бъде озаглавен Pareidolia. Албумът, издаден на 30 септември от собствения ѝ лейбъл Perenne се предшества от сингъла „Да се отпуснеш“ (Lasciarsi andare).
През 2016 г. излиза сингълът ѝ „Заведи ми да танцуваме“ (Portami a ballare).

### 2020-те години
На 14 януари 2020 г. излиза „За да бъдем щастливи“ (Per essere felici) – песен, предшестваща новия ѝ албум със същото име, първоначално планиран за 17 април и по-късно отложен за 26 юни.

## Дискография

### Като Марина Рей

#### Студийни албуми
- 1995 – Marina Rei (Virgin Records)
- 1997 – Donna (Virgin Records)
- 1998 – Anime belle (Virgin Records)
- 2000 – Inaspettatamente (Virgin Records)
- 2002 – L'incantevole abitudine (Sony BMG Ricordi)
- 2005 – Colpisci (OPM 2000 Records)
- 2009 – Musa (Universal Records)
- 2012 – La conseguenza naturale dell'errore (Perenne)
- 2014 – Pareidolia (Perenne)
- 2020 – Per essere felici (Perenne)

#### Компилации
- 2007 – Al di là di questi anni (On the Road Music Factory Records)
- 2008 – Primavera (EMI Music Italy)

#### Сингли
- 1995 – Sola (Virgin Records)
- 1995 – Noi (Virgin Records)
- 1996 – Al di là di questi anni (Virgin Records)
- 1996 – Pazza di te (Virgin Records)
- 1996 – I sogni dell'anima (Virgin Records)
- 1996 – Odio e amore (Virgin Records)
- 1997 – Dentro me (Virgin Records)
- 1997 – Donna (Virgin Records)
- 1997 – Primavera (Virgin Records)
- 1998 – T'innamorerò (Virgin Records)
- 1998 – T'innamoremix (Virgin Records)
- 1998 – Cuore a metà (Virgin Records)
- 1999 – Un inverno da baciare (Virgin Records)
- 1999 – Scusa (Virgin Records)
- 1999 – L'allucinazione (Virgin Records)
- 2000 – Inaspettatamente (Virgin Records)
- 2000 – I miei complimenti (Virgin Records)
- 2001 – Maestri sull'altare (Virgin Records)
- 2002 – Il giorno della mia festa (Sony BMG Ricordi)
- 2003 – La parte migliore di me (Sony BMG Ricordi)
- 2003 – Verrà il tempo (Sony BMG Ricordi)
- 2005 – Fammi entrare (OPM 2000 Records)
- 2005 – Colpisci (OPM 2000 Records)
- 2005 – Le stelle (OPM 2000 Records)
- 2009 – Musa (Universal Records)
- 2009 – Sorrido (Universal Records)
- 2012 – E mi parli di te (feat. Пиерпаоло Каповила) (Perenne)
- 2012 – L'errore (Perenne)
- 2013 – Nei fiori infranti (Perenne)
- 2014 – Lasciarsi andare (Perenne)
- 2014 – Ho visto una stella cadere (Perenne)
- 2016 – Portami a ballare (Perenne)
- 2020 – Per essere felici (Perenne)
- 2020 – Comunque tu (Perenne)
- 2020 – Dimenticarci (Perenne)
- 2020 – Bellissimo (Perenne)

### Като Джейми Дий

#### Студийни албуми
- 1992 – Different Moods
- 1994 – Don't Be Shy

#### Компилации
- 1995 – The Best

#### Сингли

##### Като основен изпълнител
- 1991 – Memories memories
- 1991 – Burnin' Up
- 1992 – Two Time Baby
- 1992 – Special Love
- 1993 – Get Ready
- 1994 – Don't Be Shy
- 1994 – People (Everybody Needs Love)
- 1995 – Dreaming Blue
- 1995 – So Good
- 1996 – U

##### Като гост изпълнител
- 1994 – The Power Of Love ‎(12") (J.F.M. Project Feat. Jamie Dee)
- 1995 – Daddy ‎(12") (Mistral (7) Feat. Jamie Dee)
- 1996 – I Still Haven't Found... (What I'm Looking For) ‎(12", Single) (P.F. Sound* Feat. Jamie Dee)

## Видеография

### Официални видеоклипове (като Марина Рей)
- 1995 – Sola
- 1996 – Al di là di questi anni
- 1996 – I sogni dell'anima
- 1997 – Primavera
- 1997 – Dentro me
- 1998 – T'innamorerò
- 1998 – T'innamoremix (feat. Нефа)
- 1999 – Un inverno da baciare
- 2000 – Inaspettatamente
- 2000 – I miei complimenti (реж.Алекс Инфашели)
- 2000 – Maestri sull'altare
- 2002 – Il giorno della mia festa
- 2002 – La parte migliore di me
- 2002 – Verrà il tempo
- 2004 – And I close my eyes
- 2005 – Fammi entrare
- 2009 – Musa
- 2012 – E mi parli di te (реж. Якопо Рондинели)
- 2014 – Lasciarsi andare
- 2014 – Ho visto una stella cadere
- 2016 – Portami a ballare (реж. Джакомо Трилия)
- 2020 – Per essere felici (реж. Дуилио Скаличи)
- 2020 – Dimenticarci (реж. Лука Карузо)
- 2020 – Bellissimo (реж. Дуилио Скаличи)

## Участия във Фестивала в Санремо
- 1996 – Al di là di questi anni (Кат. „Нови предложения“ – 3-то място) (Победителка на Наградата на критиката)
- 1997 – Dentro me (Кат. Big – 13-то място)
- 1999 – Un inverno da baciare (7-о място)
- 2005 – Fammi entrare (некласирана)

## Награди и признание
- 1995 – 5-о място в Санремо Джовани 1995 с песента Sola
- 1996 – 3-то място в Фестивала в Санремо, кат. „Нови предложения“ с песента Al di là di questi anni
- 1996 – Награда на критиката „Миа Мартини“ на Фестивала в Санремо
- 1996 – Златно Телегато Vota la voce, кат. „Най-добро откровение на годината“
- 1996 – 2-ро място в Санремо топ за албума Marina Rei
- 1997 – Диск на лятото за песента Primavera
- 1996 – 6-то място в Санремо Топ за албума Donna
- 1999 – 5-то място на Песенния конкурс OGAE с песента Un inverno da baciare
- 2004 – Номинация за най-добра оригинална песен „Сребърна лента“ за песента And I close my eyes
- 2010 – Номинация за Наградата на Амнести Италия за 2010 г. за песента Donna che parla in fretta
- 2010 – Награда Argojazz
- 2011 – Международна награда Venus Silver
- 2013 – Номинация за наградата на Амнести Италия за 2013 г. за песента Qui è dentro
- 2013 – 2013 г. Награда „Златен клас“ (Spiga d'Oro)
- 2015 – Награда „Лунеция“ за литературно-музикална стойност на парчето I miei complimenti